# Prefectura apostólica de Endeber
La prefectura apostólica de Endeber (en latín: Praefectura Apostolica Endeberensis y en italiano: Prefettura apostolica di Endeber) fue una circunscripción eclesiástica de la Iglesia católica en Etiopía. Se trataba de una prefectura apostólica latina, inmediatamente sujeta a la Santa Sede, suprimida el 20 de febrero de 1961.

## Territorio y organización
La prefectura apostólica extendía su jurisdicción sobre los fieles católicos de rito latino residentes en parte de la gobernación de Shewa (o de Shoa) en el África Oriental Italiana.
La sede de la prefectura apostólica se encontraba en la ciudad de Emdibir (Emdebir, y antes Endeber).
En 1950 en la prefectura apostólica existías 2 parroquias.

## Historia
La prefectura apostólica de Endeber fue erigida el 13 de febrero de 1940 mediante la bula Quo intra fines del papa Pío XII, tomando su territorio del vicariato apostólico de Gimma (hoy vicariato apostólico de Nekemte). La construcción del nuevo distrito eclesiástico fue parte de un proyecto más amplio de reorganización de la Iglesia católica en Etiopía después de la conquista italiana.
La misión fue confiada a los capuchinos, y fue nombrado primer prefecto apostólico el padre Federico da Baselga.
En la Segunda Guerra Mundial Etiopía fue conquistada por el ejército británico en 1941. A partir de este momento se inició la repatriación forzosa de italianos, incluidos los misioneros. El prefecto apostólico renunció en 1945.
El 20 de febrero de 1961 la prefectura apostólica, vacante desde 1945, fue efectivamente abolida y su territorio, mediante la bula Quod Venerabiles del papa Juan XXIII, pasó a ser parte integrante de la archieparquía de Adís Abeba.

## Estadísticas
Según el Anuario Pontificio 1951 la prefectura apostólica tenía a fines de 1950 un total de 6000 fieles bautizados.
| Año                                                                             | Población            | Población | Población      | Sacerdotes | Sacerdotes    | Sacerdotes    | Bautizados por sacerdote | Diáconos permanentes | Religiosos | Religiosos | Parroquias |
| Año                                                                             | Bautizados católicos | Total     | % de católicos | Total      | Clero secular | Clero regular | Bautizados por sacerdote | Diáconos permanentes | Varones    | Mujeres    | Parroquias |
| ------------------------------------------------------------------------------- | -------------------- | --------- | -------------- | ---------- | ------------- | ------------- | ------------------------ | -------------------- | ---------- | ---------- | ---------- |
| 1950                                                                            | 6000                 | ?         | ?              | 3          | 3             | 0             | 2000                     |                      |            | 5          | 2          |
| Fuente: Catholic-Hierarchy, que a su vez toma los datos del Anuario Pontificio. |                      |           |                |            |               |               |                          |                      |            |            |            |

## Episcopologio
- Federico da Baselga, O.F.M.Cap. † (15 de noviembre de 1940-1945 renunció)